# Schizopelex persica
Schizopelex persica är en nattsländeart som beskrevs av Schmid 1964. Schizopelex persica ingår i släktet Schizopelex och familjen krumrörsnattsländor. Inga underarter finns listade i Catalogue of Life.